# ジョン・ロブ
ジョン・ロブ（英語: John Lobb）は、イギリスで創業した靴の製造、小売を行う企業、および同社のブランドである。ブランド名は創業者の名前から命名され、1849年から続いている。創業者のジョン・ロブ（John Lobb、1829年-1895年）は、最高級の価格帯で優れた細工が施された靴を製造していた事や、イギリス王室からの賞を受賞していた事から、「王の靴職人、靴職人の王」と呼ばれていた。ロンドンのセント・ジェームズストリートの店では、今日までジョン・ロブの末裔の管理の下、オーダーメイドの手作りの革靴を、男性用中心に、女性用の靴、そして財布、ベルトなど靴以外の革製品やシューケア用品、ネクタイなども取り扱っている。
創業店であるビスポーク専門のJohn Lobb Ltd.の他に、1902年に開業したパリ支店を1976年にエルメスが取得して設立したJohn Lobb SASがある。1982年から、最高級価格帯を占めるグッドイヤーウェルト製法の紳士既製靴とオーダーメイドの靴を世界中で販売しており、ジョン・ロブの高級ブティックの国際的なネットワークを維持している。

## 創業と発展
靴職人によるオーダーメイド工房の歴史は、コーンウォールの農家の息子ジョン・ロブが足を骨折し、手術に失敗して体が不自由になった事故から始まる。農民として働く事ができなくなった彼はロンドンで靴作りを学んだ。金を求めてオーストラリアに移住した彼は、採掘者たちが見つけた金塊を保管できる様、かかとを空洞にしたブーツを作った。これらのブーツは非常な成功をおさめ、ロブは靴職人としてシドニーに定住し、1849年に彼の名を冠した会社を設立した。彼のブーツは展覧会で金メダルを獲得し、大胆な計画を進める後押しとなった。彼は専用の乗馬ブーツを作り、革の箱におさめイギリス本国にいる当時のプリンス・オブ・ウェールズに無断で送った。その結果、ジョン・ロブ社は1863年に初の「ロイヤルワラント」を受けた（1910年のエドワード7世の死によって失効）。
1866年、ロンドンに戻ったロブは、リージェント・ストリートに初の店を開いた。1880年、セント・ジェームズ宮殿からほど近いセント・ジェームズ・ストリートに支店が開設された。 ロブが1895年に没すると、息子のウィリアム・ハンター・ロブ（1916年没）が事業を引き継いだ。1902年、ジョン・ロブの息子であるウィリアム・ロブ（William Lobb）が、パリ1区サントノーレ通り界隈7月29日通り (fr) にパリ支店を開業する。ウィリアム・ハンターの死後、妻のベッツィー・ロブ（1956年没）が会社を引き継ぎ、続いて息子のウィリアム（1963年没）が会社を経営した。1939年、世界恐慌の最中にウィリアムの弟エリック・ロブ（Eric Lobb 1907年-1993年）が家業に加わった。第二次世界大戦前にも倒産の危機にさらされたが、エリック・ロブが徴兵されなかった事によって、会社は存続し続けた。既にリージェント・ストリートの店は閉店していた。第二次世界大戦中は安全保障上の理由から郊外に本拠が移り。爆撃でセント・ジェームズ・ストリートの店も破壊され、ロブは隣に移った。第二次世界大戦後、景気が回復する中、エリック・ロブは英米両国の受注会で大成功をおさめ、自社の靴を提供した。1956年、ロブはエディンバラ公フィリップから御用達として認められた。1962年以来、店はかつてバイロンが住んだセント・ジェームズ・ストリート7-9番地の数軒先にあり、再び数軒移動した後、現在に至っている。 1963年、エリザベス2世女王の御用達令状を受けたジョン・ロブ（2008年に更新を停止された）は1980年にチャールズ3世（当時皇太子）から御用達の令状を受けている。ほぼ30年間、このようにセント・ジェームズ・ストリート店は、3人の御用達の権利（4つ目の権利を授与できたのはエリザベス王太后のみ）で飾ることが許されていた。 何年にもわたって、ジョン・ロブ社は十数軒の靴工房を買収し、それらを自社の事業に統合していった。
1976年、エルメスがパリ支店を取得し、John Lobb SASを設立する。店舗は、パリ8区フォーブール＝サントノレ通り界隈ボワシー・ダングラス通り (fr) 21番地や8区フランソワ・プルミエール通り、9区モガドール通り等にある。
1982年、John Lobb SASが、既製靴のコレクションを発表する。

## John Lobb Ltd.
John Lobb Ltd.は、英国でビスポークのみを取り扱っている。
1829年にイギリスの南西部コーンウォールに生まれた創業者のジョン・ロブが、ロンドンやオーストラリアで靴製造を学び、1866年に開業した店舗である。ジョンロブは、開業前の1862年に万国博覧会で金賞を受賞している。
エリック・ロブが老後まで働いていたジョン・ロブ Ltd.は、ロンドンのセント・ジェームズ・ストリート9番地で1店舗のみを展開しており、男性用を中心に女性用も含めたあらゆる種類のオーダーメイドの靴やブーツのみを製造している。また、ベルト、革小物、スパッツ、シューズケア用品などのアクセサリーも充実している。ロンドン店では、3万人の顧客の足型に合わせた木型が存在しており、更なる注文にも対応できる様になっている。一度採寸を済ませた後、完成した靴が渡されるまで試着はない。靴の完成まで半年以上かかる事もある。現在有効な2つのロイヤルワラントはセントジェームズストリート店のみが対象で、筆記体で書かれたジョン・ロブの文字と「ロンドン - パリ - ニューヨーク」のサインと共にオーダーメイド靴のインソールを飾っており、チャールズ皇太子は、主にセントジェームズ店製のジョン・ロブの靴を履いている事で知られている。セントジェームズ店のオーダーメイド靴の価格は、約2,500ポンドからでジョン・ロブ社の代表は海外顧客の希望を現地で実現するため、イギリス、ヨーロッパ大陸、アメリカ、ロシア、日本、香港に年に数回出張している。1863年から靴の製造工程を変えていない家業は、2012年からジョン・ロブの玄孫にあたるジョナサン・ロブが5代目として経営している。 現在、創業者の曾孫にあたる父親のジョン・ハンター・ロブも会社で働いている。
英国のエディンバラ公およびウェールズ公によるロイヤルワラントが授与されている。

## John Lobb SAS

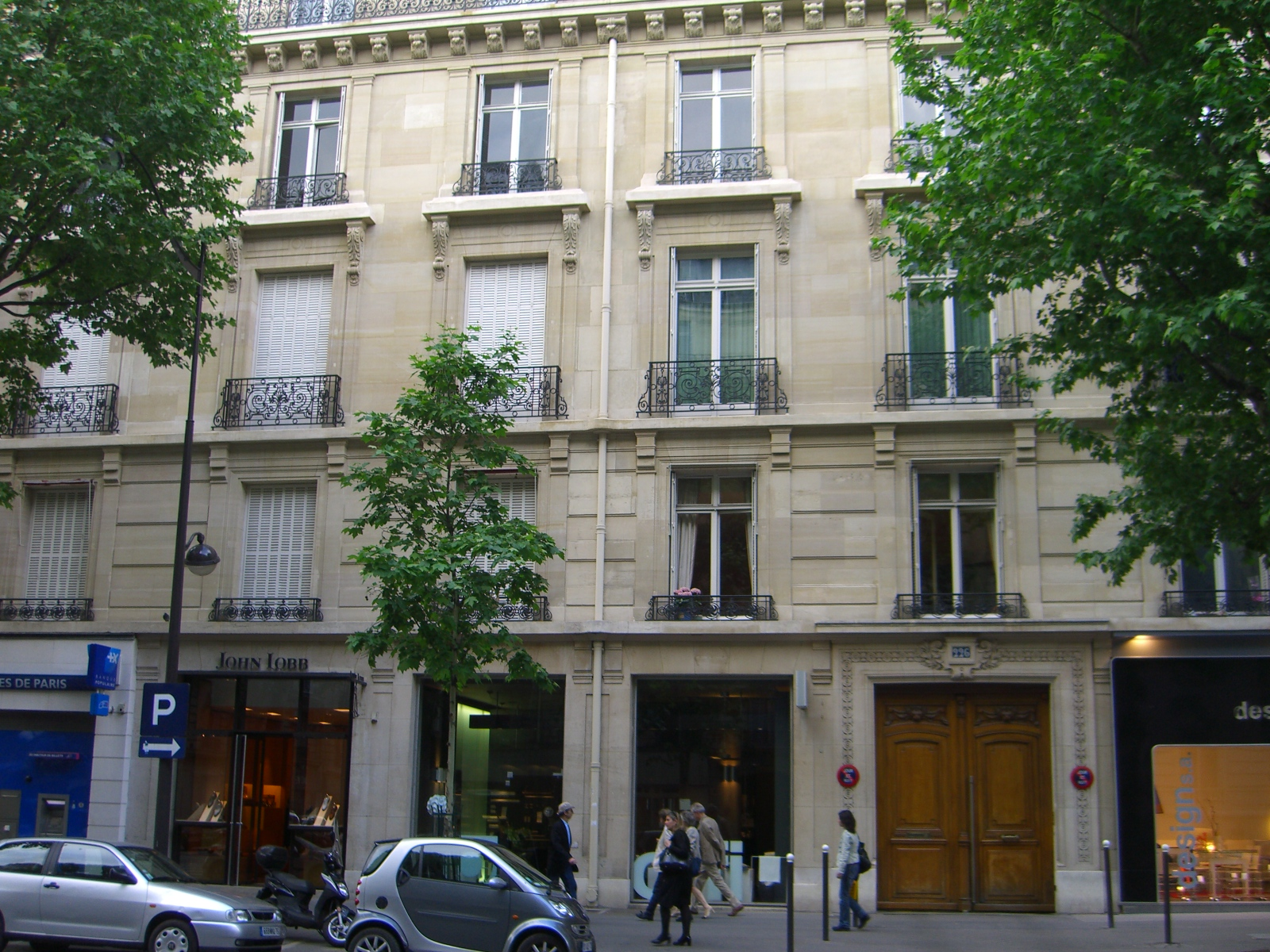
パリにあるジョン・ロブのブティック

2016年から用いられているジョン・ロブSASのロゴ

2016年まで用いられていたジョン・ロブSASのロゴ

John Lobb SASは、フランスを拠点に各国で既製靴を販売する他、パリにビスポークの生産拠点がある。
1902年にジョン・ロブが開設したパリ支店が1976年に閉店した際、フランスの高級ブランドグループであるエルメスがジョン・ロブの商標権を取得した。エルメスの商標権取得から除外されたのが、ロンドンのセント・ジェームズ・ストリートにあるオーダーメイドの靴工房であり、現在もジョン・ロブの末裔が保有している。その後の数年間、エルメスは、ジョン・ロブのブティックの世界的な流通ネットワークを構築し、1982年にはジョン・ロブのブランドの既製靴を発表した。当初、既製ラインの靴は、エルメスがイギリスのノーサンプトンに本拠を置くライバルのエドワード・グリーン社に委託して作られていた。1990年、エルメスはエドワード・グリーンの株式の過半数を取得し、数年後に競合ブランドを吸収したいと考えたが、法的な係争を経ても成功しなかった。この提携は1994年に終了し、それ以降、ジョン・ロブの既製ラインは、エルメスの子会社であるJ.L. & Company Ltd.を通じて、エドワード・グリーンから購入したノーサンプトンの工場で製造されている。
オーダーメイドの靴はパリで作られており、工房はパリのモガドール通り32番地に置かれている。標準的なラインナップに、女性物の靴は含まれないものの、男性用のベルト、革製品、ストッキング、靴の手入れ用品などのアクセサリーも含まれている。2000年代後半には、ポール・スミスやアストンマーティンとのコラボレーションが行われた。2012年時点では、パリ（3店舗）、ジュネーブ、モスクワ、ドバイ、ニューヨーク、コスタメサ、東京、大阪、名古屋、福岡、香港（2店舗）、台北、上海、北京、杭州、ソウルにジョン・ロブのブティックがあり、いずれもエルメスが運営している。ロンドンのジャーミン・ストリートにもフランス資本のジョン・ロブのブティックがある。さらに、これらのモデルは、ハロッズ、バーグドルフ・グッドマン、セルフリッジズ、ニーマン・マーカス、レーン・クロフォード（香港）などの高級百貨店でも販売されている。 創業者の曾孫であるジョン・ハンター・ロブが創業者に敬意を表す形でエルメスの監査役員に就任している。また、ジョン・ロブ SASは、いわゆる「測定日」に、世界各国の都市の靴小売店に代表者を派遣している。フランス資本のジョン・ロブのオーダーメイド靴の中敷きに書かれたジョン・ロブの筆記体の文字は、ジョン・ロブ・リミテッドの靴の中敷きに書かれた物と同じだが、そこにはロイヤルワラントと都市名は見当たらない。既製靴には別のロゴが入っている。2016年まではイニシャルの「JL」で構成されていた。2016年にはブロック体のフルネームが新ロゴとして発表された。
2014年には、自身のウィメンズとメンズブランド1205を経営するブラジル生まれのファッションデザイナー、パウラ・ジェルバーゼが、エルメス傘下のジョン・ロブ・パリのアーティスティック・ディレクターに就任した。2016年には、同社史上初となるレディースシューズのプレタポルテラインを発表。
パリのジョン・ロブSASのオーダーメイド靴の価格は、ロンドンのジョン・ロブ・リミテッドのオーダーメイド靴の価格よりもさらに高価であり、オーダーメイド靴の納品前に試着の機会を設けている。 ロンドンに拠点を置くジョン・ロブ Ltd.は、自社のウェブサイトでフランス資本のジョン・ロブについて言及しており、エルメスの庇護の下、ジョン・ロブの名前でオーダーメイドと既製靴の両方のラインがパリで運営されている事を誇りに思うと述べている。 同様にパリを拠点とするジョン・ロブSASも、ウェブサイトでロンドンを拠点とする家族経営とその共通のルーツについて言及している。
主な製品は英国ノーザンプトンにある自社工場で製造されているが、スニーカーのようなカジュアルシューズはイタリア製である。
日本国内の店舗は、John Lobb SASの日本法人である株式会社ジョンロブジャパン（東京都千代田区）が運営している。